# 沈佺期 (崇禎進士)
沈佺期（1608年—1682年），字雲右，號複齋，福建泉州府南安縣人，明末政治人物。

## 生平
崇禎十五年（1642年）壬午科舉人，次年聯捷進士，授吏部郎中。明亡後絕意仕進。永曆元年（1647年），鄭鴻逵與鄭成功於福建泉州的桃花山會師。沈佺期與鄉紳林橋升、郭符甲、諸葛斌舉兵響應，十八年（1664年）退守銅山，來到臺灣。鄭成功禮遇之，被尊稱為「中丞」。
沈佺期曾与陈士京、张煌言、徐孚远、卢若腾、曹从龙六人一同组成“海外几社”，诗词唱和。
以醫藥濟人，被稱為「臺灣醫祖」，民間傳有圖畫《沈中丞懸壺問世》。三十六年（1682年）秋卒。延平郡王祠有供奉其牌位。